# اينار إنغر
اينار إنغر (بالنرويجية البوكمول: Einar Skaarseth Enger)‏ هو عالم زراعة وشخصية أعمال نرويجي، ولد في 16 أغسطس 1950.